# Oxycopis falli
Oxycopis falli är en skalbaggsart som först beskrevs av Willis Blatchley 1928.  Oxycopis falli ingår i släktet Oxycopis och familjen blombaggar. Inga underarter finns listade i Catalogue of Life.